# European Championships 2018/Teilnehmer (Kosovo)
| Gelbes Symbol für Goldmedaillen mit stilisierten Olympischen Ringen | Graues Symbol für Silbermedaillen mit stilisierten Olympischen Ringen | Braundes Symbol für Bronzemedaillen mit stilisierten Olympischen Ringen |
| ------------------------------------------------------------------- | --------------------------------------------------------------------- | ----------------------------------------------------------------------- |
| —                                                                   | —                                                                     | —                                                                       |

Der Kosovo nahm an den European Championships 2018 mit insgesamt sechs Athleten und Athletinnen teil.

## Teilnehmer nach Sportarten

### Leichtathletik
Laufen und Gehen 
| Athleten       | Wettbewerb | Vorlauf     | Vorlauf | Halbfinale    | Halbfinale    | Finale        | Finale        | Rang |
| Athleten       | Wettbewerb | Zeit        | Rang    | Zeit          | Rang          | Zeit          | Rang          | Rang |
| -------------- | ---------- | ----------- | ------- | ------------- | ------------- | ------------- | ------------- | ---- |
| Frauen         |            |             |         |               |               |               |               |      |
| Gresa Bakrraqi | 800 m      | 2:14,22 min | 31      | ausgeschieden | ausgeschieden | ausgeschieden | ausgeschieden | 31   |
| Männer         |            |             |         |               |               |               |               |      |
| Musa Hajdari   | 800 m      | 1:49,47 min | 30      | ausgeschieden | ausgeschieden | ausgeschieden | ausgeschieden | 30   |

### Schwimmen
| Athleten       | Wettbewerb          | Vorlauf     | Vorlauf | Halbfinale    | Halbfinale    | Finale        | Finale        | Rang |
| Athleten       | Wettbewerb          | Zeit        | Rang    | Zeit          | Rang          | Zeit          | Rang          | Rang |
| -------------- | ------------------- | ----------- | ------- | ------------- | ------------- | ------------- | ------------- | ---- |
| Frauen         |                     |             |         |               |               |               |               |      |
| Fjorda Shabani | 50 m Freistil       | 28,16 s     | 55      | ausgeschieden | ausgeschieden | ausgeschieden | ausgeschieden | 55   |
| Fjorda Shabani | 100 m Freistil      | 1:02,74 min | 51      | ausgeschieden | ausgeschieden | ausgeschieden | ausgeschieden | 51   |
| Fjorda Shabani | 50 m Rücken         | 30,95 s     | 47      | ausgeschieden | ausgeschieden | ausgeschieden | ausgeschieden | 47   |
| Fjorda Shabani | 100 m Rücken        | 1:05,87 min | 45      | ausgeschieden | ausgeschieden | ausgeschieden | ausgeschieden | 45   |
| Fjorda Shabani | 200 m Rücken        | 2:27,71 min | 29      | ausgeschieden | ausgeschieden | ausgeschieden | ausgeschieden | 29   |
| Eda Zeqiri     | 50 m Freistil       | DNS         | DNS     | ausgeschieden | ausgeschieden | ausgeschieden | ausgeschieden | –    |
| Eda Zeqiri     | 100 m Freistil      | DNS         | DNS     | ausgeschieden | ausgeschieden | ausgeschieden | ausgeschieden | –    |
| Eda Zeqiri     | 50 m Rücken         | 30,95 s     | 47      | ausgeschieden | ausgeschieden | ausgeschieden | ausgeschieden | 47   |
| Eda Zeqiri     | 100 m Rücken        | 1:09,75 min | 47      | ausgeschieden | ausgeschieden | ausgeschieden | ausgeschieden | 47   |
| Männer         |                     |             |         |               |               |               |               |      |
| Dren Ukimeraj  | 50 m Freistil       | 26,14 s     | 66      | ausgeschieden | ausgeschieden | ausgeschieden | ausgeschieden | 66   |
| Dren Ukimeraj  | 100 m Freistil      | 56,69 s     | 81      | ausgeschieden | ausgeschieden | ausgeschieden | ausgeschieden | 81   |
| Dren Ukimeraj  | 200 m Freistil      | 2:03,04 min | 61      | ausgeschieden | ausgeschieden | ausgeschieden | ausgeschieden | 61   |
| Dren Ukimeraj  | 50 m Rücken         | 29,78 s     | 53      | ausgeschieden | ausgeschieden | ausgeschieden | ausgeschieden | 53   |
| Dren Ukimeraj  | 100 m Rücken        | 1:04,62 s   | 52      | ausgeschieden | ausgeschieden | ausgeschieden | ausgeschieden | 52   |
| Dion Kadriu    | 100 m Freistil      | 56,86 s     | 82      | ausgeschieden | ausgeschieden | ausgeschieden | ausgeschieden | 82   |
| Dion Kadriu    | 200 m Freistil      | 2:05,00 min | 62      | ausgeschieden | ausgeschieden | ausgeschieden | ausgeschieden | 62   |
| Dion Kadriu    | 100 m Schmetterling | 1:02,55 min | 59      | ausgeschieden | ausgeschieden | ausgeschieden | ausgeschieden | 59   |

## Weblink
- offizielle European Championship Website